# 岩佐潤
岩佐 潤（いわさ じゅん、1980年7月15日 - ）は、千葉県船橋市坪井町出身のプロバスケットボール選手である。Sealz.exeに所属している。ポジションはポイントガード、シューティングガード。背番号は5。183cm、82kg。

## 来歴
10歳の時にバスケットボールを始める。坪井中学校から市立船橋高校（同級生に高橋美佳子・西紀寛・松田正俊）経て大東文化大学に進学。
大学4年生時に、千葉バジャースに入団。2003年には全日本実業団大会優勝に貢献。
その後、ストリートボール「FAR EAST BALLERS」に身を置き、マイケル・ジョーダン来日時にはモデルとして同じステージに立った。また、3on3全国大会で優勝し、渡米。 
SPLで活躍後、IBL、ウェストバージニア・ワイルドと契約したが、シーズン前にチームが倒産したため出場には至らず。
2006年、ABA、アトランタ・ヴィジョンと契約。
2007年、SPLサマーリーグに日本人チーム「GYMRATS JAPAN」の一員として参戦。
同年、東京アパッチにチームトライアウトを経て入団。
2009年6月15日、2009-2010シーズンより参戦する京都ハンナリーズに対するエクスパンションドラフトで京都より指名され、7月9日契約に合意し、正式に京都へ移籍した。
2010年、京都を退団。以後、静岡ジムラッツに所属しABAに参加。
2013年、Ninetology All-Star Basketball Malaysia 2013  
に出場。
MJ Life Asia Basketball All-Star Teamに選出され スターターとしてplayし、デニス・ロッドマンら元NBA US-All-Star Teamと対戦し、勝利に貢献。 
2014年、2014 Hoop Nation Basketball Tournament に出場。
Hoop Nation All-Star Teamに選出され 
Melaka International Basketball Championship 2014 に出場。
2015年、Hoop Nation Basketball Tournament 2015 に出場。
2016年　hoop nation basketball tournamentに出場
2017年　３人制プロバスケットチーム　Seals.exeに入団　

## DVD出演
- 『GYMRATS アメリカ式 ベスト プラクティス ～個人スキルを向上させ、チームを勝利へ導く基本練習～』　ティアンドエイチ株式会社　2010年